# Trypanosoma evansi
Trypanosoma evansi es un protozoo hemoflagelado de importancia veterinaria con una amplia distribución mundial. Infecta una variedad de grandes mamíferos entre los que se incluyen caballos, camellos, búfalos, venados y ganado doméstico, causando la enfermedad conocida como surra, o también llamada como "mal de las caderas" que es de gran importancia económica en África, Asia y Sudamérica, regiones en las cuales cientos de animales mueren anualmente debido a la infección con este parásito (Brun, R. 1998).[cita requerida]
T. evansi es un protozoario flagelado, identificado por primera vez como patógeno para los mamíferos por Evans Griffiths (Hoare, 1972);[cita requerida] Rangel en 1905 señaló la presencia de un parásito en la sangre de caballos afectados por una enfermedad conocida como “mal de caderas” o derrengadera, esta enfermedad es responsable de grandes pérdidas económicas en los llanos venezolanos (Reyna-Bello 1998); Rangel clasificó a este protozoario como Trypanosoma venezuelense (Perrone, T. 2000).
El orden kinetoplastidae es un grupo cosmopolita de flagelados, que parasitan virtualmente cada grupo de organismos eucariotas incluyendo a otros protozoarios. Los kinetoplastidae se distinguen de otros grupos de protozoarios por la presencia de un tipo de ADN mitocondrial especial organizado en maxi y mini círculos, localizados en un mitocondrión simple, próximo al cuerpo basal del flagelo. 
Este orden exhibe tres diferentes estilos de vida: organismos de vida libre, parasitismo monogenético (usualmente en invertebrado) y di-genético, alternando entre invertebrado \ vertebrado o planta. El único caso de parasitismo di-genético que involucra insecto-planta es atribuido a Phytomonas. (Fernández, P. 1993)
En la actualidad a los tripanosomas se agrupan en cinco (5) grupos o clados, esto basado en estudios de secuencias de ARNr ssu (small subunit) (Haag, J. 1998) Se cree que este grupo de protozoos es polifilético y que la capacidad di-genética fue adquirida en varias oportunidades y de forma independiente por los miembros del grupo, además se sugiere que la pérdida de la capacidad di-genética ocurrió antes de la separación de los tripanosomas salivarios de los estercorarios. La pérdida de la capacidad di-genética se puede entender considerando que aun cuando los vertebrados superiores ya habían aparecido en el Ordovícico hace 500 MA.a.c, el vector invertebrado no existía, de hecho el primer registro fósil de la aparición de un díptero está fechada cerca de 210 MA.a.c (Haag, J 1998).
Muchos de los organismos unicelulares que componen la familia Trypanosomatidae (de la cual forma parte Trypanosoma evansi) son de gran importancia clínica, pues un gran número de estos son causantes de enfermedades en humanos y animales. La tripanosomiasis animal es causada por T. evansi, T. vivax, T. congolense, T. brucei, T. equiperdum y T. equinus. En Argentina la tripanosomiasis animal es causada por T. evansi y T. vivax, hemoflagelados parásitos causantes de la tripanosomiasis equina y tripanosomiasis bovina, caprina, ovina respectivamente (Gibson, W. 2003)

## Morfología
T. evansi morfológicamente no puede diferenciarse de T. equiperdum o de las formas alargadas de T. brucei brucei o de las subespecies patógenas al humano. T. evansi generalmente es monomórfico presentándose de forma alargada, sin embargo en algunos casos se pueden presentar formas regordetas y formas intermedias. Cepas de parásitos provenientes de diferentes áreas geográficas y de diferentes hospedadores son morfológicamente indiferénciables (Hoare, 1972)
T. evansi mide 14 a 33 μm (micras) de longitud, ancho de 1,5 a 4 μm, estos parásitos presentan un flagelo libre y un kinetoplasto subterminal. Este protozoario aislado de la sangre de ratones infectados presentan ultra-estructura similar a las formas alargadas de T. brucei brucei, incluyendo un mitocondrion simple, un kinetoplasto discoide, núcleo, aparato golgi, glicosomas, retículo endoplasmático rugoso y liso y varias vesículas. T. evansi se multiplica en el hospedador vertebrado por fisión binaria (Brun, 1998).

## Hospedadores Mamíferos
T. evansi posee un rango muy amplio de hospedadores y es patógeno para un gran número de animales domésticos y de laboratorio. Sin embargo los animales más comúnmente afectados son caballos, camellos, perros, venados y elefantes asiáticos. La infección en cerdos puede ocurrir de forma asintomática o asociado a muy ligeros síntomas clínicos (Brun 1998).
En Sur y Centroamérica el principal hospedador es el caballo (Dávila 1999), en Asia los hospedadores son camellos, bovinos, caballos y cerdos (Luckins 1998). En África el camello es el hospedador más importante de este parásito; existen reportes de infección por este protozoario en caprinos y ovinos en Sudán (Boid 1981), en Brasil se reporta como hospedadores perros, chigüires y coatíes (Franke 1994, Herrera 2002), para Venezuela se reportan los chigüires como principales hospedadores (Arias 1997) y en la India lo son el venado, el ciervo y el búfalo (Singh 1998). Los lobos y zorros (canidos) son susceptibles a la enfermedad al alimentarse de animales infectados (Brun 1998) y los murciélagos hematófagos (Desmodus rotundus) pueden actuar como reservorios de este parásito (Luckins 1998).

## Vectores
Varios insectos hematófagos pueden transmitir mecánicamente T. evansi de un hospedador infectado a otro sano. La mosca del caballo (Tabanus spp.) la mosca de la paleta (Haematobia irritans) y la mosca de los establos (Stomoxys spp.) figuran como los principales vectores de este hemoflagelado (Brun 1998). En China e Indonesia se reportan como vectores de este parásito la mosca de los establos y la mosca del caballo (Luckins1998). En África la mosca tse-tse (Glossina sp) actúa como vector mecánico, en Sur y Centroamérica T. evansi puede ser transmitido por vampiros, que sirven además como reservorio y como vector (Hoare, 1972). Adicional a la transmisión de T. evansi mecánicamente por insectos y vampiros, este parásito puede ser transmitido directamente a través de la leche o durante el coito (Woo 1970).
A pesar de que el modo de transmisión mecánica está bien establecido, su dinámica no está bien entendida. Es necesario definir a nivel cuantitativo el efecto de especies hospedadoras, duración de la infección y nivel de parasitemia, así como el periodo de alimentación y eficiencia relativa de diferentes especies vectores que aseguran una transmisión exitosa (Perrone, 2000).
La patógenia de la infección por T. evansi depende de la virulencia de la cepa, la susceptibilidad del hospedador, factores no específicos que afecten al hospedador mamífero como lo pueden ser estrés, coinfecciones y condiciones epizootiológicas regionales (Hoare 1972). En equinos la enfermedad puede ser de curso agudo o crónico, con episodios de fiebre recurrente, inflamación de ganglios linfáticos, anemia, edema, caquexia, y parálisis de las extremidades lo cual supone daño a nivel del sistema nervioso central, ocurriendo este último síntoma hacia el final de la enfermedad. La parasitosis puede provocar abortos en etapas tardías de la preñez; en caballos y camellos la enfermedad se desarrolla de forma aguda, los animales mueren en pocos meses (Luckins 1999).
En perros infectados experimentalmente se registran ciclos de fiebre intermitente relacionada con los picos de parasitemia. Los principales síntomas observados fueron palidez de las mucosas, edema, emación y aumento del volumen de los ganglios linfáticos (Aquino 1999). En ovinos y caprinos la infección se desarrolla de manera crónica y puede persistir por años (Onah 1998
La tripanosomiasis causada por T. evansi presenta una amplia distribución mundial, afectando sur y centro de América, África, Asia (principalmente el sudeste de dicho continente) y Australia (Dávila 2000, Reid 2002). En Sudamérica esta parasitosis afecta grandes áreas dedicadas a la ganadería extensiva entre las cuales se puede mencionar, los llanos de Venezuela y Colombia (180.000 km²), Pantanal de Peconé en el Mato Grosso, Brasil (140.00 km²) y el norte de Argentina (90.000 km²) (Clarkson 1986, Dávila 2000, Monzón y Ruso 1996, García 2000).
En Venezuela, 
la tripanosomiasis atribuida a T. evansi está ampliamente distribuida en las diferentes regiones del país. Para 1998 Reyna-Bello y colaboradores reportan una seroprevalencia de 81,7% en las sabanas venezolanas (Edo. Apure) y 42,9% en la zona central (Edo. Miranda) (Reyna-Bello 1998).
En la región de Pantanal, en Brasil se ha calculado en más de 2,4 millones de dólares las pérdidas económicas anuales causadas por este parásito, considerando tan solo la muerte de los animales (Dávila 2000). Sin embargo, la pérdida real producida por esta parasitosis es difícil de estimar ya que, adicional al hecho de la pérdida del animal se debe considerar el efecto económico producido por la reducción en la ganancia de peso, producción de leche y reducción en horas de trabajo de los animales, a lo cual se debe sumar el costo en asistencia veterinaria y fármacos (Reid 2002).
T. evansi al igual que muchos organismos parásitos, experimenta diversos cambios a nivel de su entorno durante su ciclo de vida; la capacidad de censar los cambios en el medio y adecuarse a estos es determinante en la supervivencia del protozoario. La interfase entre las condiciones externas y la puesta en marcha de mecanismos fisiológicos de respuesta, es llevada a término por: fosfatasas, proteínas G, kinasas y segundos mensajeros.
En eucariotas el ion Ca2+ interviene en una miríada de funciones celulares entre las cuales se puede mencionar: división y diferenciación celular, secreción, movilidad, metabolismo energético celular y en último término la puesta en marcha del proceso de muerte celular programada (Carafoli 1991). Para ejercer su función de mensajero la señal del Ca2+ debe ser fuertemente regulada, por esta razón resulta evidente que dentro de la célula, la concentración de este ion se mantenga baja con respecto al medio extracelular; en una célula eucariota tipo la concentración intracelular del calcio ([Ca2+]i) oscila entre 30 y 100 nanomolar encontrándose en el medio externo una concentración de Ca2+ cercana a 0,001 milimolar (Benaim 1993).
En varios tripanosomatidios como son: L. donovani, T. cruzi, T. brucei se ha evidenciado el papel del Ca2+ como regulador pluripotencial, asociado directamente con su ciclo de vida (Morrow, 1981; Lammel, 1996; Stodjl, 1996), este catión juega un importante papel en procesos de evasión de la respuesta inmune humoral (proceso de variación antigénica) así como también participa en la invasión celular (Voorheis, 1981, 1982; Docampo 1996; Ruiz, 1998).
Los tripanosomas poseen una red de señalización dependiente de Ca2+ que incluye mecanismos para el aumento intracelular de calcio libre, así como también de mecanismos para regresar esta a su concentración basal. Se reporta su papel de segundo mensajero en la modulación de enzimas que participan en el metabolismo de los nucleótidos cíclicos (Voorheis y col 1981, Opperdoes 1982). Docampo, R., en 1991 reporta la acción del Ca2+ en la activación de la vía de señalización diacilglicerol/fosfatidilinositol. La calmodulina, principal proteína reguladora de Ca2+, ha sido aislada y caracterizada en los tripanosomas (Goncalvez 1980, Walter 1982, Ruben 1985, Benaim 1987) La mayoría de los estudios de homeostasis de calcio en tripanosomas se han realizado en T. cruzi y T. brucei, así como en L. brazilensis y L. donovani; en el 2001 Mendoza y col. realizan los primeros estudios concernientes al papel del Ca2+ en T. evansi.
- Datos: Q149264
- Multimedia: Trypanosoma evansi / Q149264
- Especies: Trypanosoma evansi